# Остров Чкалова
Остров Чкалова (Чкалов) — остров в Сахалинском заливе Охотского моря, отделяющий от морского пространства лагунный залив Счастья. Находится в 5,5 километрах от побережья материка. Ранее назывался остров Удд, переименован в честь лётчика Валерия Чкалова (1904—1938). Административно является частью Хабаровского края России. Размеры острова — 17 км в длину и 1 км в ширину.
В настоящее время постоянного населения на острове нет.

## История
Первоначально остров назывался Удд. Постановлением ЦИК СССР 1936 года переименован в честь советского лётчика Валерия Чкалова, самолёт с экипажем которого приземлился на этом острове 22 июля 1936 года во время беспосадочного перелёта по маршруту Москва — Земля Франца-Иосифа — Северная Земля — Петропавловск-Камчатский. Самолёт АНТ-25 преодолел без посадок 9374 км и приземлился через 56 часов 20 минут после взлёта в сумерках и тумане на побережье. Экипаж из трёх человек — Валерия Чкалова, Георгия Байдукова и Александра Белякова — остался на ночь у местной жительницы Фетиньи Андреевны Смирновой. Чтобы снова взлететь, понадобилось построить ВПП длиной 500 метров. Эта полоса была построена силами дальневосточных пограничников из доставленного ими же по морю леса.
В память о приземлении Чкалова на острове установлен памятник.
В 2006 году, в честь 70-летия этого полёта, самолёт Су-30 ВВС России под управлением Анатолия Квочура пролетел этим же маршрутом.
В 2011 году, в честь 75-летия полёта, 9272 км за 28 дней по маршруту Москва — остров Чкалова, на двух сверхлёгких воздушных судах дельталётах, пролетели Александр Щербаков и Андрей Борисевский.

## Фауна
Остров является местом обитания многих птиц, таких как чернозобик, песочник-красношейка, средний кроншнеп, обыкновенный перевозчик, малый веретенник. В водах, омывающих остров, водится белуха.